# Опук (полігон)
Опук — військовий полігон на Керченському півострові, на сході Автономної Республіки Крим. Полігон отримав свою назву від назви мису Опук.

## Історія
До російської окупації Криму тут розміщувався полігон ППО МО України та 31-го дослідницького центру ЧФ РФ. Після окупації Криму полігон зробили дальнім полігоном 810-ї окремої бригади ЧФ РФ.
За кілька місяців до початку повномасштабного вторгнення ЗС РФ почали зосереджувати величезну кількість техніки на полігоні. Накопичення техніки та військові навчання продовжувались до січня 2022

## Катастрофи та інциденти
4 жовтня 2001 року в момент проведення бойових пусків ракет під час спільних українсько-російських навчань на полігоні сталась катастрофа літака Ту-154.